# Om jag vänder mig om
Om jag vänder mig om är en svensk dramafilm från 2003, skriven och regisserad av Björn Runge.

## Handling
Filmen följer tre familjers öden under samma kväll och natt. En kirurg (spelad av Jakob Eklund) ljuger ständigt för sin trogna hustru (Pernilla August). Hans älskarinna (Marie Richardson) är hans bästa väns (Leif Andrée) fästmö och nu har han gjort henne med barn. Anita (Ann Petrén) säljer receptbelagda piller och skyller alla sina misslyckanden i livet på sin exman (Peter Andersson) som skilde sig när han träffade en ung söt sjukgymnast (Sanna Krepper). En murare (Magnus Krepper) jobbar svart och får en dag ett jobb där han skall mura för fönster och dörrar för ett äldre par (Ingvar Hirdwall och Marika Lindström) som vill skydda sig mot livet.

## Rollista
- Pernilla August – Agnes
- Jakob Eklund – Rickard, Agnes make
- Leif Andrée – Mats, läkare
- Marie Richardson – Sofie, Mats hustru, Rickards älskarinna
- Ann Petrén – Anita
- Peter Andersson – Olof, Anitas exmake
- Sanna Krepper – Olofs hustru
- Magnus Krepper – Anders, murare
- Ingvar Hirdwall – Knut
- Marika Lindström – Mona, Knuts hustru
- Johan Kvarnström – Rickards yngre son
- Peter Lorentzon – Torsten

## Priser, nomineringar och omdömen
Filmen har vunnit ett flertal utmärkelser. Vid Guldbaggegalan vann Ann Petrén pris för bästa kvinnliga huvudroll, Ingvar Hirdwall för bästa manliga biroll och Björn Runge vann för både bästa regi och bästa manus. Filmen vann två priser på Berlins Internationella Filmfestival 2004 i Huvudtävlingen: Silverbjörnen för bästa konstnärliga ensemble & Den Blå Ängeln för bästa Europeiska film 2004. Vidare vann den ett antal priser i Ryssland (bästa kvinnliga huvudroll-Pernilla August), Portugal (bästa kvinnliga huvudroll Ann Petrén), Brasilien (bästa film Sao Paolo), Frankrike bästa manliga huvudroll - Magnus Krepper (Rouen) mfl utmärkelser.
Filmen skrevs även om för att bli en teaterpjäs och sattes upp i den tyskspråkiga världen med premiärer i Berlin, Salzburg, Zurich mfl platser.
I ett senare skede var filmen viktig för Björn Runges fortsatta filmande: Jonathan Pryce och Christian Slater tackade ja till att medverka i filmen The Wife (2017) tack vare Daybreak (Om jag vänder mig om), som filmen heter på engelska. Lena Runge fick klippa filmen The Wife tack vare sitt arbete med Björn Runge med denna film.